# Sainte-Foy-de-Montgommery
Sainte-Foy-de-Montgommery település Franciaországban, Calvados megyében. Lakosainak száma 171 fő (2018. január 1.). Sainte-Foy-de-Montgommery Les Autels-Saint-Bazile, La Brévière, La Chapelle-Haute-Grue, Lisores, Saint-Germain-de-Montgommery, Saint-Ouen-le-Houx és Crouttes községekkel határos.

## Népesség
A település népessége az elmúlt években az alábbi módon változott:
| Lakosok száma | 194  | 186  | 145  | 192  | 199  | 204  | 187  | 184  | 174  | 171  |
|               | 1962 | 1968 | 1982 | 1990 | 2006 | 2008 | 2013 | 2015 | 2017 | 2018 |